# 16561 Роулз
16561 Роулз (16561 Rawls) — астероїд головного поясу, відкритий 3 листопада 1991 року.
Тіссеранів параметр щодо Юпітера — 3,227.
Названо на честь американського філософа Джона Роулза (англ. John Rawls; 1921-2002).